# Bakken
Pour les articles homonymes, voir Bakken (homonymie).
Bakken (ou Dyrehavsbakken, parc aux cerfs de Bakken) est un parc d'attractions situé à Klampenborg (commune de Gentofte) au Danemark, au nord de Copenhague.
C’est l’un des plus vieux parcs au monde toujours en activité. Il débuta modestement quand Kirsten Piil découvrit en 1583 une source au nord de Copenhague. Le cadre forestier et ses eaux attirèrent nombre d'habitants, surtout au printemps, suscitant progressivement l'installation de bateleurs et d'attractions.
La zone forestière dans laquelle il est situé s'appelle ainsi Dyrehaven. En 1669, le roi Frederik III ordonna sa clôture et devint réserve de chasse royale.
Jægersborg Dyrehavsbakken (nom complet) fut transformé en vrai parc d’attractions avec manèges, jeux et restaurants par le roi Christian V de Danemark (1646-1699).

## Le parc d'attractions

### Les montagnes russes

#### Actuelles
| Nom de l'attraction | Type                                   | Constructeur | Année d'ouverture | Photo  |
| ------------------- | -------------------------------------- | ------------ | ----------------- | ------ |
| De Vilde Mus        | Wild Mouse                             | Mack Rides   | 2012              | texte= |
| Mariehønen          | Montagnes russes junior / Tivoli Small | Zierer       | 1981              | texte= |
| Mine Train Ulven    | Train de la mine                       | Intamin      | 1997              | texte= |
| Rutschebanen        | Montagnes russes en bois               | Lebela       | 1932              | texte= |
| Tornado             | Montagnes russes tournoyantes          | Intamin      | 2009              | texte= |

#### Disparues
| Nom de l'attraction | Type                                     | Constructeur | Année d'ouverture | Année de fermeture | Photo  |
| ------------------- | ---------------------------------------- | ------------ | ----------------- | ------------------ | ------ |
| Flying Turns        | Montagnes russes en bois                 |              | 1939              | 1946               |        |
| Linie 88            | Montagnes russes en métal / Tivoli Large | Zierer       | 1977              | 1980               |        |
| Racing              | Montagnes russes en métal / Flitzer      | Zierer       | 1972              | 2020               | texte= |
| Rutschebanen        | Montagnes russes en bois                 |              | 1924              | 1930               |        |
| Slangebanen         | Montagnes russes en bois                 |              | 1937              | 1939               |        |

### Autres attractions
- Bakkeekspressen
- Børnepariserhjulet - Grande roue junior
- Cinéma 5D
- Crazy World
- Det Lille tog - Train
- Dillen - Manège de Jet Skis
- Dizzy Ducks
- Enterprise - Enterprise
- Extreme
- Fire Ball
- Hestekarrusellen - Carrousel
- HipHop
- Hurlumhej - Palais du Rire
- Junglebådene
- Kaffekoppen - Tasses
- Piraten
- Polyppen
- Radiobilerne - Autos tamponneuses
- Rodeobanen - Autos tamponneuses
- Safari - Parcours scénique interactif
- Samba Tower - Samba Tower
- Spøgelsestoget - Train fantôme
- SRV
- Svanebanen - Monorail
- Swingeren - Chaises volantes
- TårnGyset - Tour de chute
- Vandrutschebanen - Bûches
- Vikingeskibet Dragen - Bateau à bascule